# Amandine (bébé éprouvette)
Pour les articles homonymes, voir Amandine (homonymie).
 (mars 2017).
Si vous disposez d'ouvrages ou d'articles de référence ou si vous connaissez des sites web de qualité traitant du thème abordé ici, merci de compléter l'article en donnant les références utiles à sa vérifiabilité et en les liant à la section « Notes et références ».
Amandine, dont le nom de famille reste secret, est le premier « bébé éprouvette » de nationalité française, c'est-à-dire conçu par fécondation in vitro (FIV). La naissance d'Amandine le 24 février 1982 a ouvert un nouveau chapitre de la médecine relatif au traitement de la stérilité en France. 

## Biographie
Cela faisait un peu plus de trois ans que l'équipe de la maternité de l'hôpital Antoine-Béclère (AP-HP), à Clamart (Hauts-de-Seine), travaillait sur la fécondation in vitro. L'équipe est dirigée par le chef de service Émile Papiernik, le professeur René Frydman en est le responsable clinique et le biologiste Jacques Testart le responsable scientifique.
En mai 1981, Annie, 37 ans, la future mère d'Amandine a suivi un traitement hormonal. Trente-six heures après l'injection d'une hormone (l'hormone chorionique gonadotrope humaine) avait lieu l'ovulation : l'ovocyte était prélevé, mis en contact in vitro avec les spermatozoïdes du père, 67 heures plus tard, l'embryon avait huit cellules, et 71 heures après le prélèvement il était placé dans l'utérus de la mère. S'ensuivit une grossesse très surveillée mais totalement normale.
Amandine naît à terme, dans la nuit du mardi au mercredi 24 février 1982, à 1 h 20 à l'hôpital Antoine-Béclère de Clamart. Elle pèse 3,420 kg, mesure 51 cm et sa mère se porte bien.
Amandine a, à son tour, mis au monde, de manière naturelle, le mercredi 12 juin 2013, une petite fille prénommée Ava à l'hôpital Foch, un établissement de santé privé français d’intérêt collectif, situé à Suresnes (Hauts-de-Seine). Amandine demande au professeur René Frydman de mener l'accouchement en déclarant « C'est un beau symbole. René est mon parrain. Je voulais partager ce moment avec le médecin qui a aidé mes parents à m'avoir et qui a accouché ma mère ». Quant au gynécologue, il précise que l'accouchement s'est déroulé sans encombre en qualifiant le cas d'Amandine comme étant "symbolique". Il précise que "la médecine donne un coup de pouce technique, et ensuite les choses se déroulent normalement. C'est le retour du naturel".
Elle remarque que les circonstances exceptionnelles de sa propre naissance n'ont pas influencé sa vie et ajoute que « les personnes nées par fécondation in vitro (FIV) n'ont pas plus de problèmes d'infertilité que les autres ».